# Armindo Sieb
Armindo Sieb (Halle, Alemania, 17 de febrero de 2003) es un futbolista alemán que juega de delantero en el 1. FSV Maguncia 05 de la 1. Bundesliga.

## Trayectoria
Comenzó su carrera juvenil en el club de su ciudad natal, el SG Motor Halle, y posteriormente jugó en la academia del R. B. Leipzig y del TSG 1899 Hoffenheim. En 2020 se incorporó al equipo juvenil del Bayern de Múnich, firmando un contrato de tres años.
El 15 de octubre de 2020 debutó con el primer equipo del Bayern de Múnich durante la victoria por 3-0 contra el equipo de quinta división 1. FC Düren en la primera ronda de la Copa de Alemania 2020-21. Esto se debió a que el partido, que había sido reprogramado desde una fecha anterior, tuvo lugar inmediatamente después de un descanso de la selección nacional, lo que hizo que el Bayern descansara a sus jugadores de la selección para el encuentro. Entró en el minuto 61 por Douglas Costa, pero tuvo que salir en el minuto 87 por Daniels Ontužāns debido a una lesión en los ligamentos del tobillo. Esta aparición lo convirtió en el tercer jugador más joven del Bayern en aparecer en la Copa de Alemania con 17 años y 241 días, sólo por detrás de Jamal Musiala (17 años, 232 días; en el equipo titular del partido) y David Alaba (17 años, 231 días). Sin embargo, la lesión le dejó fuera hasta diciembre, pero no requirió cirugía. Debutó con el Bayern de Múnich II el 13 de febrero de 2021, sustituyendo a Dimitri Oberlin en el segundo minuto de la segunda parte del tiempo de descuento contra el 1. F. C. Kaiserslautern. El partido fuera de casa terminó con un empate a uno para el Bayern de Múnich II. En total, disputó 12 partidos en la 3. Liga esa temporada, en los que marcó dos goles. Sin embargo, con los suplentes sufrió el descenso a la Regionalliga Bayern. Como parte del equipo sub-19, dejó de ser utilizado, también porque la temporada en las ligas juveniles se interrumpió a partir de noviembre de 2020 debido a la pandemia de COVID-19.
Comenzó la temporada 2021-22 con los reservas en la Regionalliga. También apareció con el equipo sub-19 en la Liga Juvenil de la UEFA.
En junio de 2022 se unió al SpVgg Greuther Fürth por tres años. Tras el segundo de ellos regresó al Bayern de Múnich e inmediatamente fue cedido al 1. FSV Maguncia 05 dos temporadas.

## Selección nacional
Comenzó su carrera internacional juvenil con la selección sub-16 de Alemania, disputando diez partidos y marcando dos goles entre 2018 y 2019. Disputó nueve partidos y marcó seis goles con la selección sub-17, y apareció dos veces con la selección sub-18.

## Estadísticas

### Clubes
Actualizado al último partido disputado el 3 de noviembre de 2024.
| Club                            | Div.          | Temporada     | Liga  | Liga  | Liga   | Copas nacionales | Copas nacionales | Copas nacionales | Copas internacionales | Copas internacionales | Copas internacionales | Total | Total | Total  |
| Club                            | Div.          | Temporada     | Part. | Goles | Asist. | Part.            | Goles            | Asist.           | Part.                 | Goles                 | Asist.                | Part. | Goles | Asist. |
| ------------------------------- | ------------- | ------------- | ----- | ----- | ------ | ---------------- | ---------------- | ---------------- | --------------------- | --------------------- | --------------------- | ----- | ----- | ------ |
| Bayern de Múnich · Alemania     | 1.ª           | 2020-21       | 0     | 0     | 0      | 1                | 0                | 0                | 0                     | 0                     | 0                     | 1     | 0     | 0      |
| Bayern de Múnich · Alemania     | Total club    | Total club    | 0     | 0     | 0      | 1                | 0                | 0                | 0                     | 0                     | 0                     | 1     | 0     | 0      |
| Bayern de Múnich II · Alemania  | 3.ª           | 2020-21       | 12    | 2     | 2      | ―                | ―                | ―                | ―                     | ―                     | ―                     | 12    | 2     | 2      |
| Bayern de Múnich II · Alemania  | 4.ª           | 2021-22       | 33    | 10    | 4      | ―                | ―                | ―                | ―                     | ―                     | ―                     | 33    | 10    | 4      |
| Bayern de Múnich II · Alemania  | Total club    | Total club    | 45    | 12    | 6      | 0                | 0                | 0                | 0                     | 0                     | 0                     | 45    | 12    | 6      |
| SpVgg Greuther Fürth · Alemania | 2.ª           | 2022-23       | 30    | 4     | 1      | 1                | 0                | 0                | ―                     | ―                     | ―                     | 31    | 4     | 1      |
| SpVgg Greuther Fürth · Alemania | 2.ª           | 2023-24       | 33    | 12    | 1      | 2                | 1                | 0                | ―                     | ―                     | ―                     | 35    | 13    | 1      |
| SpVgg Greuther Fürth · Alemania | Total club    | Total club    | 63    | 16    | 2      | 3                | 1                | 0                | 0                     | 0                     | 0                     | 66    | 17    | 2      |
| 1. FSV Maguncia 05 · Alemania   | 1.ª           | 2024-25       | 9     | 2     | 0      | 2                | 0                | 0                | —                     | —                     | —                     | 11    | 2     | 0      |
| 1. FSV Maguncia 05 · Alemania   | Total club    | Total club    | 9     | 2     | 0      | 2                | 0                | 0                | 0                     | 0                     | 0                     | 11    | 2     | 0      |
| Total carrera                   | Total carrera | Total carrera | 117   | 30    | 8      | 6                | 1                | 0                | 0                     | 0                     | 0                     | 123   | 31    | 8      |